# Michael Nikolay
Michael Nikolay född den 13 december 1956 i Berlin, Tyskland, är en östtysk gymnast.
Han tog OS-brons i bygelhäst och OS-silver i lagmångkampen i samband med de olympiska gymnastiktävlingarna 1976 i Montréal.
Han tog även OS-silver i bygelhäst och OS-silver i lagmångkampen i samband med de olympiska gymnastiktävlingarna 1980 i Moskva.